# Білл Конті
Білл Ко́нті (англ. William «Bill» Conti; нар. 13 квітня 1942) — американський композитор і диригент, найбільш відомий як автор музики до таких фільмів, як «Роккі» (і до чотирьох з п'яти сіквелів), «Лише для твоїх очей», «Династія» і «Хлопці, що треба», за останній з яких він отримав «Оскар» за найкращу музику до фільму. Конті також номінувався на Оскар в категорії «Найкраща оригінальна пісня» за пісні «Gonna Fly Now» [Архівовано 25 листопада 2015 у Wayback Machine.] з «Роккі» і титульну пісню з For Your Eyes Only. Він 19 разів був музичним директором на церемонії вручення «Оскарів», що є рекордом..
Також Білл Конті є п'ятикратним володарем премії «Еммі».

## Фільмографія
- 1973 — Blume in Love
- 1974 — Гаррі і Тонто / Harry and Tonto
- 1976 — Роккі / Rocky
- 1978 — Кулак / F.I.S.T.
- 1978 — Райська алея / Paradise Alley
- 1979 — Роккі 2 / Rocky II
- 1980 — Рядовий Бенджамін / Private Benjamin
- 1981 — Перемога / Victory
- 1982 — Роккі 3 / Rocky III
- 1982 — Я, суд присяжних / I, the Jury
- 1983 — Справжні чоловіки / The Right Stuff
- 1983 — Погані хлопці / The Right Stuff
- 1984 — Малюк-каратист / The Karate Kid
- 1986 — Малюк-каратист 2 / The Karate Kid, Part II
- 1986 — Кочівники / Nomads
- 1987 — Теленовини / Broadcast News
- 1987 — Володарі Всесвіту / Masters of the Universe
- 1987 — Бебі-бум / Baby Boom
- 1989 — Малюк-каратист 3 / The Karate Kid, Part III
- 1989 — Тюряга / Lock Up
- 1990 — Роккі 5 / Rocky V
- 1990 — Четверта війна / The Fourth War
- 1991 — Шпагою / By the Sword
- 1991 — Рік зброї / Year of the Gun
- 1993 — Новачок року / Rookie of the Year
- 1994 — Малюк-каратист 4 / The Next Karate Kid
- 1995 — Наполеон / Napoleon
- 1996 — Невинищений шпигун / Spy Hard
- 1998 — Помилково звинувачений / Wrongfully Accused
- 1999 — Афера Томаса Крауна / The Thomas Crown Affair
- 1999 — Інферно / Inferno
- 2002 — Янгол помсти / Avenging Angelo
- 2006 — Роккі Бальбоа / Rocky Balboa

## Дискографія
- Див. «Bill Conti § Recording credits» в англійському розділі.

## Премії та номінації
- См. «Bill Conti § Awards and nominations» в англійському розділі.